# Demonax sandaracinos
Demonax sandaracinos là một loài bọ cánh cứng trong họ Cerambycidae.